# Moyen okinawaïen
Le moyen okinawaïen (aussi appelé okinawaïen prémoderne ou moyen ryūkyūan, souvent abrégé MOk) est la forme de l'okinawaïen parlée du XVIIe siècle jusqu'à la fin du XIXe siècle. Il succède au vieil okinawaïen et précède l'okinawaïen moderne.

## Classification
L'okinawaïen appartient à la branche septentrionale des langues ryūkyū, qui font partie des langues japoniques,,.
Le vieil okinawaïen puis le moyen okinawaïen sont les ancêtres directs du dialecte de Shuri, l'ancienne capitale du royaume de Ryūkyū.

## Histoire
Les linguistes considèrent généralement que le moyen okinawaïen débute à partir du XVIIe siècle, soit lors de l'invasion du royaume de Ryūkyū par le domaine de Satsuma en 1609 et se termine entre 1872 et 1879, lors de la constitution du domaine de Ryūkyū et l'annexion formelle de l'archipel pour devenir l'okinawaïen moderne. Dans la périodisation utilisée par Hokama (1977, 1981), le moyen okinawaïen fait partie d'une plus large période appelée « okinawaïen prémoderne »,.

## Données
Le moyen okinawaïen est la langue des premières représentations du Kumi odori au XVIIIe siècle. Elle est aussi la langue d'écriture des poèmes Ryūka zenshū et des chansons Ryūka taisei, recueillies en 1968 et 1994 respectivement. Une liste de mots en transcription chinoise est présentée dans le Zhongshan chuanxin lu (1721). D'autres sources incluent le Liúqiú Rùxué Jiànwénlù (1764) ou le Liúqiúy (1800). Le moyen okinawaïen est aussi décrit par des sources occidentales, comme Elements or Contributions towards a Loochooan and Japanese Grammar ou English-Loochooan Dictionary (1851) du missionnaire Bernard Jean Bettelheim, le second ouvrage n'ayant pas été publié.

## Évolutions

### Évolutions phonologiques
En évoluant en moyen okinawaïen, les trois voyelles non-postérieures du vieil okinawaïen *i, *ɪ et *ɨ fusionnent en une seule voyelle : *i. Marc Miyake (en) remarque que le Zhongshan chuanxin lu (1721) représente peut-être un stage transitionnel, puisque celui-ci distingue encore la voyelle *ɨ.
Serafim et Shinzato (2021) observent également la fusion entre les consonnes *k° et *kʰ en *k.

### Évolutions morphologiques
Thomas Dougherty (2014) observe deux évolutions morphologiques majeures du vieil okinawaïen jusqu'en okinawaïen moderne, en passant par le moyen okinawaïen :
- La progressive scission puis fusion de l'auxiliaire or- ‘exister’ au sein de la forme verbale, puis son changement de nature[12]. Exemple avec les verbes ‘approcher’ et ‘attendre’ :
  - vieil okinawaïen : よる yor-u ‘approcher-ADNOMINAL’
  - moyen okinawaïen : *yor-i or-u ‘approcher-INFINITIF PROGRESSIF-ADNOMINAL’ ; 待る mat-uru ‘attendre-ADNOMINAL’[c] (comparable au vieux japonais occidental mat-u ‘attendre-ADNOMINAL’)
  - okinawaïen moderne : ゆゆる yuy-u-ru ‘approcher-IMPERFECTIF-ADNOMINAL’
- L’expansion de l'usage de la particule adnominale -ru aux racines de verbes finissant par une consonne ou une voyelle, plutôt que seulement celles qui finissent par une voyelle. Historiquement, celles que finissaient par une consonne utilisaient plutôt l'allomorphe -u. Exemple avec le verbe ‘briller’ (aucune reconstruction ou attestation en moyen okinawaïen n'est donnée) :
  - vieil okinawaïen : てる ter-u ‘briller-ADNOMINAL’
  - okinawaïen moderne : てぃゆる tiy-u-ru ‘briller-IMPERFECTIF-ADNOMINAL’

Le moyen okinawaïen est donc un stage transitionnel entre le vieil okinawaïen et l'okinawaïen moderne.